# Польсько-тайванські відносини

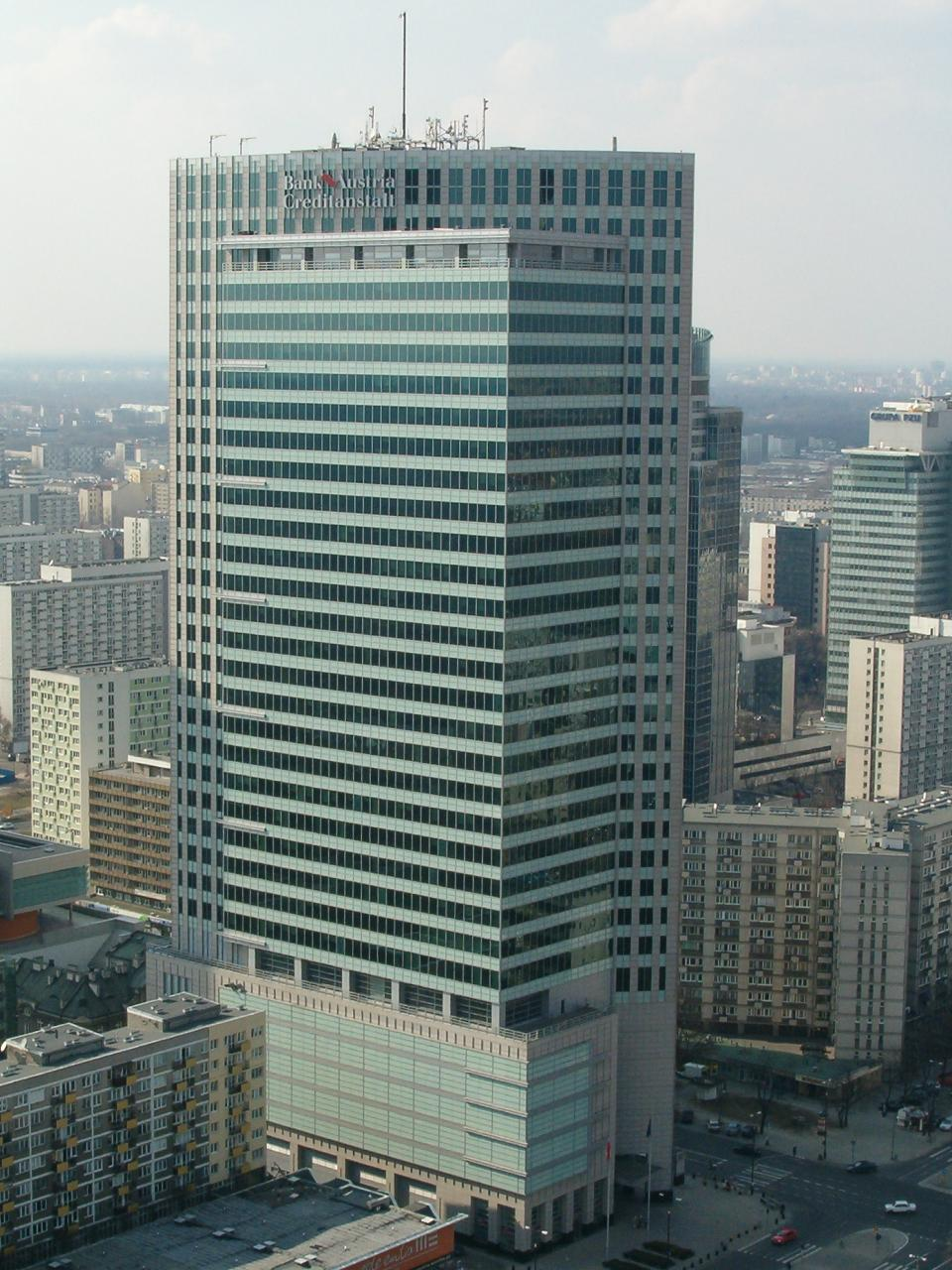
Осідок Представництва Тайбея в Польщі у Варшавському фінансовому центрі

Польсько-тайванські відносини (пол. stosunki polsko-tajwańskie, кит. трад. 波蘭與台灣關係) — історичні та поточні двосторонні відносини між Польщею та Тайванем.
Відповідно до політики одного Китаю, Польща, як і більшість держав у світі, не має офіційних дипломатичних відносин із Китайською Республікою, що на острові Тайвань, визнаючи Китай лише в особі Китайської Народної Республіки та водночас не визнаючи Тайвань частиною цього Китаю. Попри це польсько-тайванські зв'язки відзначаються дедалі більшим пожвавленням на рівні державних установ та парламентських і навколодипломатичних груп, а з переходом Польщі після 1990 року до ринкової економіки Тайвань став одним із найбільших азійських інвесторів Польщі.
Польща має представництво в Тайбеї, а Тайвань має представництво у Варшаві. Обидва представництва займаються економічною і культурною дипломатією та виконують консульські функції (їхні співробітники є дипломатами).

## Історія

### Відносини з Китайською Республікою до 1949р.
Відновлену в 1918 році молоду польську державу тогочасний Китай визнав 27 березня 1920 року. Одначе ще 1919 року в Китаї діяли польські консульства в Шанхаї та Харбіні. З 1922 року в Харбіні розміщувалося Представництво Польської Республіки, з 1931 р. знову консульство, з 1932 р. — у Маньчжоу-Го, з 1936 по 1941 р. — генеральне консульство (у 1938—1941 рр. Польща визнавала незалежність Маньчжоу-Го). У березні 1929 року в Нанкіні (тодішній столиці Китаю) відкрили дипмісію Польської Республіки. 1937 року, після вступу в Нанкін японців, місце перебування дипмісії перенесли до Чунціна, куди перебрався китайський уряд. Через віддаленість обидві держави не розвинули міцних відносин.
Після захоплення влади комуністами як у Польщі, так і материковому Китаї між двома державами не було жодного офіційного дипломатичного представництва. Комуністична Польща вважала єдиним представником Китаю лише новостворену Китайську Народну Республіку, визнавши її 5 жовтня 1949 року.

### Відносини з 1989 року

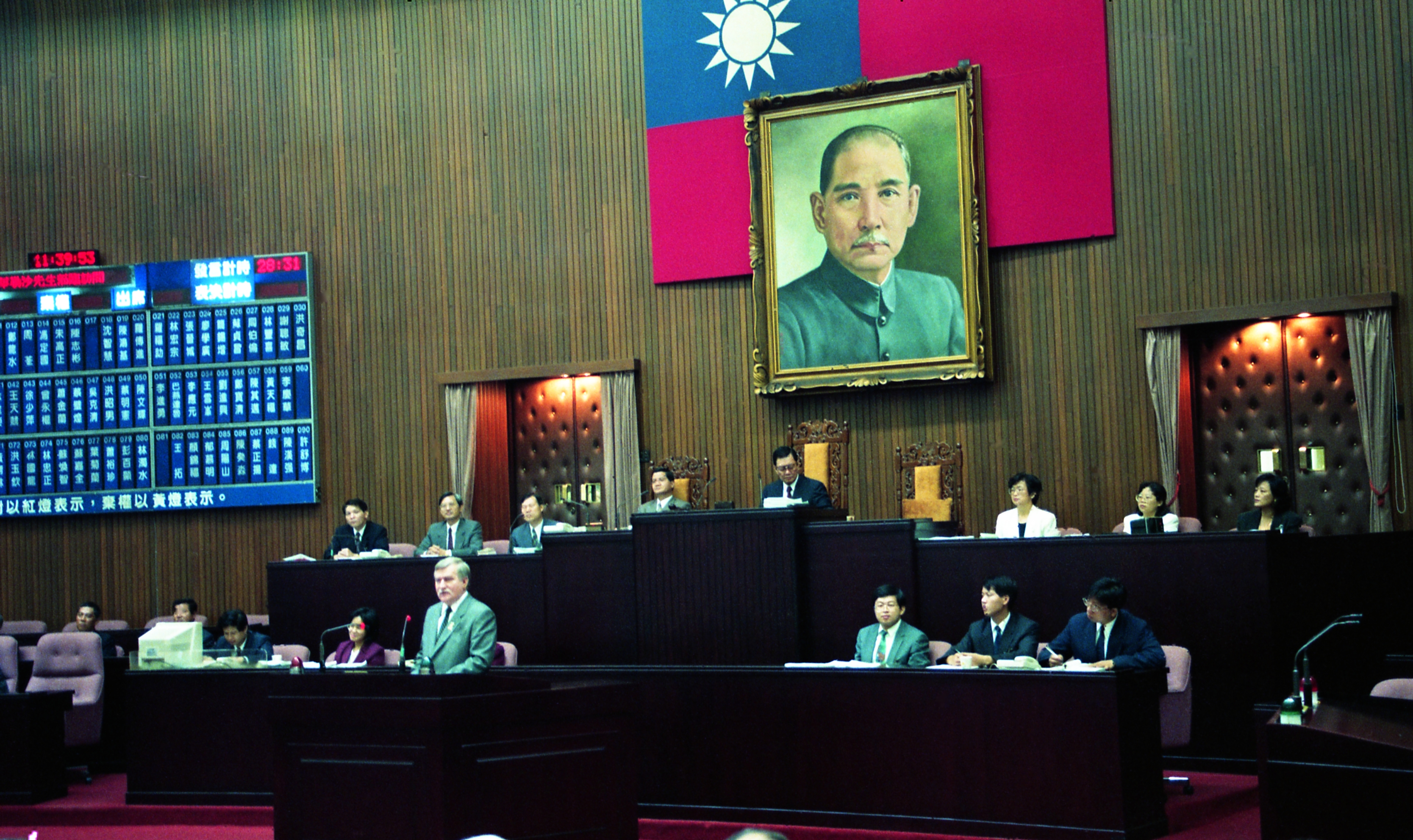
Виступ Леха Валенси в Законодавчому юані 1996 року

Після повалення комунізму в 1989 році Польща і Тайвань почали підтримувати сильніші зв'язки. Бувши союзниками Сполучених Штатів і досягши великого успіху в розвитку демократії, обидві держави прагнуть зміцнити взаємини.
1995 року у Тайбеї з'явилося Варшавське торговельне бюро, перетворене 2018 року на Польське бюро в Тайбеї. 1992 року у Варшаві запрацювало Економічне і культурне бюро Тайбея, яке у 2018 році перетворилося на Представництво Тайбея в Польщі. Обидві установи здійснюють просування торгівлі й інвестицій, консульську діяльність, сприяння культурі, науці та освіті. З 1998 року у Варшаві також діє представництво Тайванської ради з розвитку зовнішньої торгівлі, яке регулярно організовує до Польщі тайванські торговельні місії. 2018 року відкрило своє представництво на Тайвані Польське агентство інвестицій і торгівлі.
2006 року в польському Сеймі 5-го скликання (2005—2007) виникла парламентська група з польсько-тайванських зв'язків.
Між двома країнами підписано кілька економічних угод, зокрема угоду про уникнення подвійного оподаткування, а нещодавно — угоду про сонячну енергію.
2020 року Польща розпочала співпрацю з Тайванем у галузі кримінального правосуддя. 17 червня 2020 року в Тайбеї підписано угоду між Польським бюро у Тайбеї та Тайбейським представництвом у Польщі щодо співпраці у кримінальних справах. Угода передбачає взаємодію у п'ятьох сферах: взаємна правова допомога, екстрадиція, передача засуджених, надання інформації про право та практику його застосування, надання відомостей щодо притягнення до відповідальності та запобігання злочинам. Закон від 16 грудня 2020 року про введення в дію цієї угоди президент Анджей Дуда підписав 28 січня 2021 року. Співпраця має засновуватися на принципах дотримання прав людини та верховенства права. Це була перша така угода, підписана між Тайванем та європейською країною.
Під час пандемії COVID-19 Польща у вигляді «жесту солідарності» отримала з Тайваню 500 000 масок, а на початку вересня 2021 року на знак солідарності передала Тайваню 400 000 доз вакцини проти ковіду.